# Stanisław Steczkowski (dyrygent)

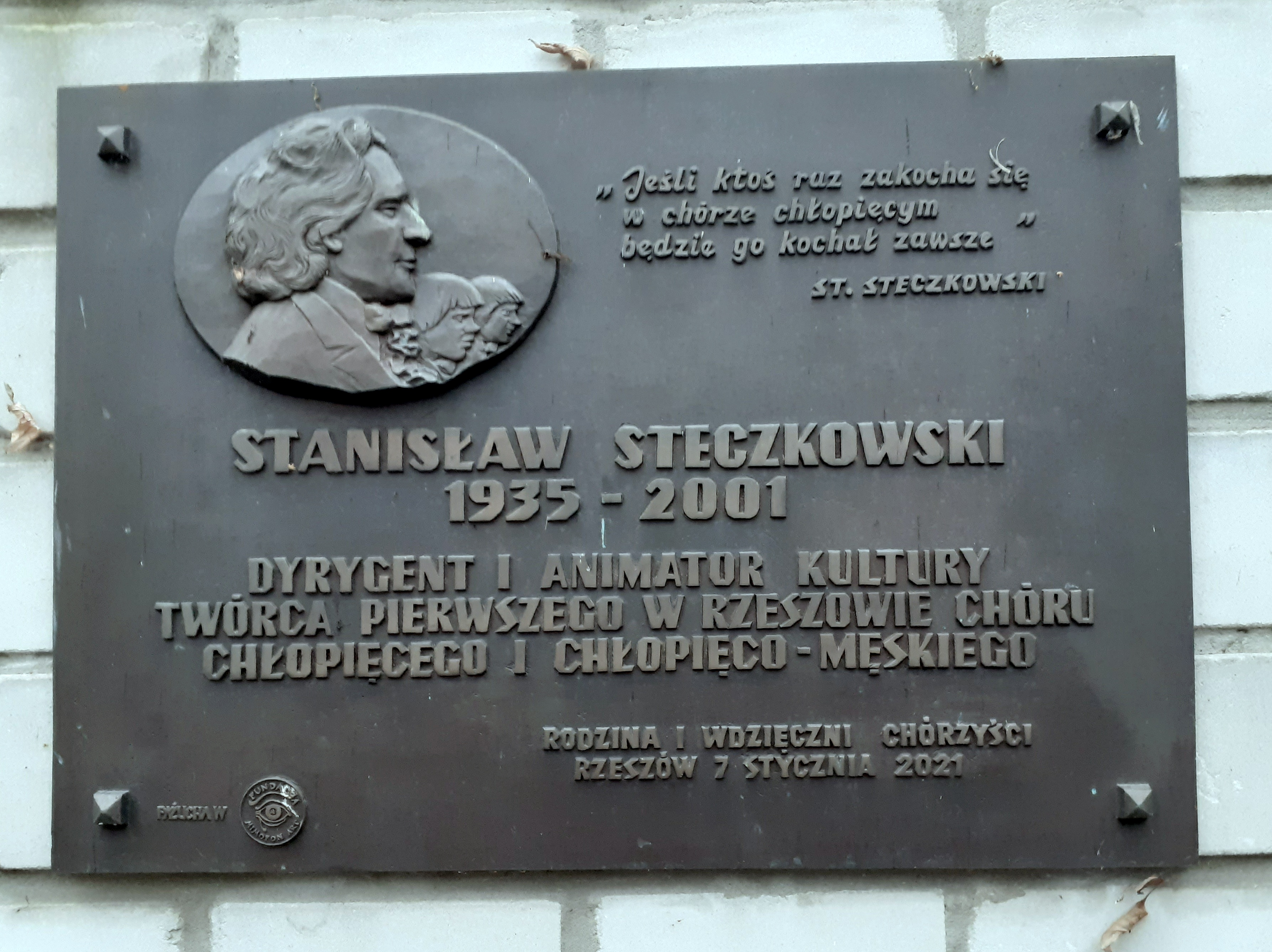
Tablica upamiętniająca Stanisława Steczkowskiego na Starym Cmentarzu w Rzeszowie

Stanisław Steczkowski (ur. 18 kwietnia 1935 w Duląbce, zm. 7 stycznia 2001 w Warszawie) – polski dyrygent, twórca chórów i pedagog.

## Życiorys
Urodzony 18 kwietnia 1935 roku w Duląbce koło Jasła. W latach 1954–1960 studiował w Wyższym Seminarium Duchownym w Przemyślu. W latach 1960–1962 był wikariuszem w parafii Majdan Królewski. W 1962 roku został wikariuszem w parafii Sieniawa.
Następnie zrezygnował z kapłaństwa, ponieważ wcześniej w Majdanie Królewskim, poznał przyszłą żonę Danutę Wyszkiewicz. Założył i prowadził chóry m.in. w Częstochowie, Rzeszowie, Stalowej Woli – Chór Chłopięco-Męski "Cantus", Dukli, Sieniawie i Mielcu.

## Rodzina
Jego żoną i wieloletnią współpracowniczką była Danuta Steczkowska. W 1967 roku Stanisław i Danuta wzięli ślub cywilny i mieli dziewięcioro dzieci: Agata, Jacek,  Justyna, Magdalena, Maria, Cecylia, Krystyna, Paweł, Marcin. Przez 32 lata czekali na zgodę władz kościelnych na ślub kościelny, który wzięli w 1998 roku.
Zmarł 7 stycznia 2001 roku. Pochowany został na cmentarzu komunalnym w Stalowej Woli.

## Odznaczenia
- Złoty Krzyż Zasługi (1997)[1]